# Rudolf Rochga

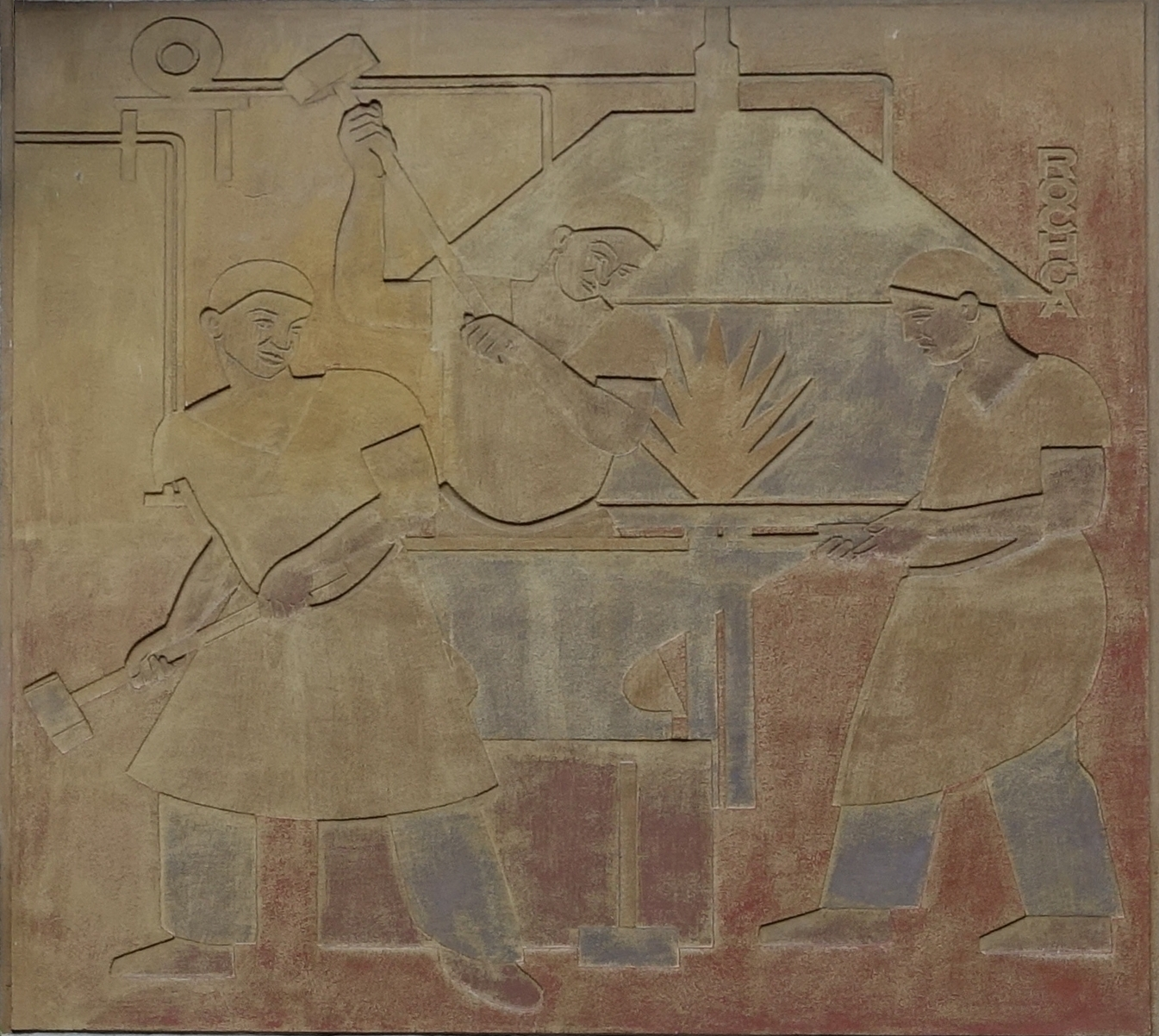
In der Schmiede, Relief von Rudolf Rochga am Altbau der Kunstakademie Stuttgart, um 1930.

Rudolf Rochga (* 22. November 1875 in Teterow; † 24. Januar 1957 in Murrhardt) war ein deutscher Dekorationsmaler und Kunstgewerbler. Er war von 1903 bis 1938 Lehrer an der Kunstgewerbeschule Stuttgart. Seine Vorlagenwerke und Silberarbeiten gehören dem Jugendstil an. Seine sachlich-nüchternen Inneneinrichtungen nahmen Prinzipien des Bauhauses vorweg.
Rochga gehört zu den fast vergessenen Stuttgarter Künstlern des 20. Jahrhunderts. Der Relieffries am Altbau der Kunstakademie in Stuttgart ist seine einzige künstlerische Hinterlassenschaft mit öffentlicher Wirkung.

## Leben
Rudolf Rochga wurde am 22. November 1875 in Teterow in Mecklenburg-Vorpommern als Sohn eines Kaufmanns geboren. Von 1894 bis 1897 absolvierte er ein Studium an der Königlichen Gewerbeschule Berlin. Von 1898 bis 1900 studierte er Malerei an der Akademie der Bildenden Künste München bei Franz von Stuck. Um 1899 schloss er sich den reformorientierten Vereinigten Werkstätten für Kunst im Handwerk in München an. Der Mitbegründer der Vereinigten Werkstätten und spätere Leiter der Kunstgewerbeschule Stuttgart Bernhard Pankok zählte zusammen mit Bruno Paul, Richard Riemerschmid, Peter Behrens, Theo Schmuz-Baudiß, Paul Schultze-Naumburg, Hermann Obrist, August Endell, Eugen Berner, Rudolf Rochga und Paul Haustein zur Avantgarde der Stilbewegung in München.
1902 besuchte Rochga als Schüler ein Semester lang die neu gegründete Lehr- und Versuchswerkstätte der Königlichen Kunstgewerbeschule Stuttgart. Pankok war einer der beiden Leiter der Werkstätte und ab 1903 ihr alleiniger Leiter. 1903 wurde Rochga an die Werkstätte als Hilfslehrer für Zeichnen und Malen nach Naturgegenständen berufen. Nach Ablehnung eines Rufs nach Magdeburg wurde er 1905 zum Professor für Flächenkunst und zum Leiter der Abteilung für Flächenkunst ernannt, die er später eigenen Worten zufolge „nach der Übersiedlung in den Neubau der Kunstgewerbeschule [...] zu einer Abteilung für Dekorationsmalerei“ ausbaute. Im Laufe der Entwicklung gehörten zu dieser Abteilung, die großräumig im Bereich des heutigen „Malersaals“ (Akademiealtbau) untergebracht war und die, ganz im Sinne der Zielsetzung der Schule, rege Beziehungen zur Berufspraxis unterhielt, Fachlehrer und künstlerische Hilfskräfte. So hielten beispielsweise zwischen 1904 und 1910 Pankok und Rochga zusammen fünf Meisterkurse für Dekorationsmaler ab. Die besten Arbeiten wurden im Landesgewerbemuseum ausgestellt.
Die Lehr- und Versuchswerkstätte befand sich bis 1913 in dem ehemaligen Zuchthaus in der Senefelderstraße 45, wo Rochga bis mindestens 1913 auch wohnte. Nach der Erbauung des neuen Gebäudes der Kunstgewerbeschule auf dem Weißenhof („Altbau“) wurden Schule und Werkstätte 1913 räumlich und organisatorisch unter der Leitung von Pankok zusammengefasst. Unter seiner Führung nahmen beide Institute einen bedeutenden Aufschwung.
In den Jahren 1901 bis 1914 nahm Rochga an mehreren nationalen und internationalen Ausstellungen teil. 1907 trat er als Gründungsmitglied dem Deutschen Werkbund bei. Über Rochgas Tätigkeit als Künstler und Lehrer nach dem Ersten Weltkrieg liegen Nachweise aus den Jahren 1920, 1927 und 1930/31 vor.
In der Nazizeit wurde der 62-jährige Rochga 1938 vor Erreichen der Altersgrenze „aus gesundheitlichen Gründen“ in den Ruhestand versetzt, möglicherweise wegen politischer Missliebigkeit wie andere Professoren der Kunstgewerbeschule. Rudolf Rochga starb am 24. Januar 1957 im Alter von 81 Jahren in Murrhardt, der Heimatstadt seines Schülers Reinhold Nägele.

## Werk
Ein Teil von Rochgas Werk, besonders seine Vorlagenwerke und Silberarbeiten gehören dem Jugendstil an. Mit seinen schnörkellosen, sachlich-nüchternen Entwürfen für Möbel und Inneneinrichtungen nahm er Prinzipien des Bauhauses vorweg.
Ab 1901 schuf Rochga zahlreiche kunstgewerbliche Werke, teilweise in Zusammenarbeit mit den Vereinigten Werkstätten für Kunst im Handwerk in München und mit der Silberwarenfabrik Peter Bruckmann & Söhne in Heilbronn. Er entwarf Wanddekorationen, Teppiche, Kissen, Schreibtischutensilien, Tafelsilber und Inneneinrichtungen für Küchen, Wohnzimmer, Schiffskabinen und Eisenbahnabteile. Er gab allein und mit seinem Kollegen Paul Haustein einige Vorlagenwerke für Stoffe und Wanddekorationen heraus. Die Vorlagen lieferten die Autoren oder Rochgas Schüler.
- 1901 entwarf Rochga den Bühnenvorhang des Interimstheaters in Stuttgart.[15]
- 1901/1902 entwarf Rochga für die Vereinigten Werkstätten unter anderem Wanddekorationen, Textilien, Lederschreibmappen und Schreibtischutensilien.
- 1902/1903 entwarf Rochga für die Silberwarenfabrik Peter Bruckmann & Söhne diverses Tafelsilber, darunter Schalen, Kerzenleuchter, Kaffee- und Teeservices, eine Weinkanne mit Bechern, Likörkännchen, Bowle und Tafelkörbchen.
- Im ersten Jahrzehnt des 20. Jahrhunderts schuf Rochga Küchen- und Wohnzimmereinrichtungen.
- 1908 gestaltete er für den Bodenseedampfer „Friedrichshafen“ die Raucherkabine, 1913 für die „Hohentwiel“ die Damenkabine.[16]
- 1910 entwarf Rochga die Einrichtung der Räume V und W im Museum der Bildenden Künste, der späteren Staatsgalerie (nicht erhalten).[17]
- 1914 entwarf er die Einrichtung von Eisenbahnabteilen 1. und 2. Klasse, die auf der Werkbundausstellung in Köln gezeigt wurden.
- Um 1930 wurde der Relieffries am Altbau der Kunstakademie Stuttgart nach Rochgas Entwürfen ausgeführt (siehe Titelbild).

## Ausstellungen
- 1901: München, Erste Ausstellung für Kunst im Handwerk: Möbel für Küche und Kinderzimmer,[18] Smyrnateppich.[19]
- 1902: Turin, Erste Internationale Ausstellung für moderne dekorative Kunst: Schreibtischgarnitur, Kissen, Tischdecke, Wandbezug, Gaskamin im Damensalon.[20]
- 1905: München, Ausstellung für Angewandte Kunst: Kücheneinrichtung.[21]
- 1906: Dresden, Dritte Deutsche Kunstgewerbeausstellung: Privatkupferstichkabinett,[22] Silberarbeiten.[23]
- 1914: Köln, Werkbundausstellung: Eisenbahnabteile.[24]

## Mitgliedschaften
- 1907: Deutscher Werkbund (DWB).
- Deutscher Künstlerbund (DKB).

## Vorlagenwerke
- Rudolf Rochga; Paul Haustein: Étoffes Modernes. G. D’Hostingue & R. Blum, Paris um 1900, pdf. – 24 Farbtafeln mit Stoffmustern, je 12 Tafeln von Rochga und Haustein.
- Rudolf Rochga; Paul Haustein: Form und Farbe im Flächenschmuck. Julius Hoffmann, Stuttgart 1901.[25]
- Max Joseph Gradl (Herausgeber): Bunte Verglasungen. Unter Mitwirkung von R. Beruclair, G. M. Ellwood, P. Lang, R. Geyling, J. Goller, R. Bacard, A. Waldraff, R. Rochga. Stuttgart 1905. – Tafel 9: Entwurf von Rudolf Rochga.
- Rudolf Rochga (Herausgeber); Hugo Matthäs (Herausgeber): Dekorationen für Innen- und Außenarchitektur. 34 farbige Tafeln für Dekorationsmaler und Architekten. Entworfen unter Leitung von Rudolf Rochga. Steinkopf, Stuttgart 1907. – Arbeiten von Rochgas Schülern.